# ستيف نوريس
ستيف نوريس (بالإنجليزية: Steve Norris)‏ (22 سبتمبر 1961 بكوفنتري في المملكة المتحدة - ) هو لاعب كرة قدم بريطاني في مركز الهجوم. لعب مع نادي تشيسترفيلد ونادي كارلايل يونايتد ونوتس كاونتي ونادي سكاربورو ونادي هاليفاكس تاون ونادي ووستر سيتي ونادي تلفورد يونايتد ورجبي تاون.

## وصلات خارجية
- ستيف نوريس على موقع قاعدة بيانات كرة القدم.إي يو (الإنجليزية)